# Глядково (Волховский район)
Глядково — деревня в Иссадском сельском поселении Волховского района Ленинградской области.

## История
На карте Санкт-Петербургской губернии Ф. Ф. Шуберта 1834 года упоминается деревня Глядково, состоящая из 43 крестьянских дворов.

ГЛЯДКОВО — деревня принадлежит графине Лаваль, число жителей по ревизии: 127 м. п., 127 ж. п. (1838 год)

Деревня Глядково из 43 дворов отмечена на карте профессора С. С. Куторги 1852 года.

ГЛЯДКОВО — деревня графини Борх, по просёлочной дороге, число дворов — 53, число душ — 141 м. п. (1856 год)

ГЛЯДКОВО (ГЛАДКОВО) — деревня владельческая при устье реки Волхов, число дворов — 25, число жителей: 132 м. п., 188 ж. п.; Часовня православная. (1862 год)

Сборник Центрального статистического комитета описывал её так:

ГЛЯДКОВА — деревня бывшая владельческая при реке Волхове, дворов — 59, жителей — 250;
 2 церкви православных, часовня, школа, лавка, торжок 18 декабря и в Троицын день. (1885 год)

В конце XIX — начале XX века деревня находилась в составе Иссадской волости 2-го стана Новоладожского уезда Санкт-Петербургской губернии.
По данным «Памятной книжки Санкт-Петербургской губернии» за 1905 год деревня называлась Глядково.

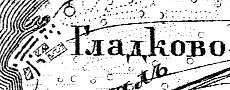
Деревня Глядково на карте 1915 года

Согласно карте Петроградской и Новгородской губерний 1915 года деревня называлась Гладково.
С 1917 по 1921 год деревня Глядково входила в состав Глядковского сельсовета Иссадской волости Новоладожского уезда.
С 1921 года в составе Глядково-Немятовского сельсовета.
С 1923 года в составе Октябрьской волости Волховского уезда.
С 1924 года в составе Немятовского сельсовета.
Согласно данным переписи населения СССР 1926 года в деревне Глядково проживали 284 человека — все русские.
С 1927 года в составе Волховского района.
В 1928 году население деревни Глядково также составляло 284 человека.
По данным 1933 года деревня Глядково входила в состав Немятовского сельсовета Волховского района.

План деревни Глядково. 1941 год

Согласно топографической карте РККА 1941 года деревня называлась Гладково и насчитывала 32 двора.
С 1946 года в составе Новоладожского района.
С 1954 года в составе Иссадского сельсовета.
В 1961 году население деревни Глядково составляло 132 человека.
С 1963 года вновь в составе Волховского района.
По данным 1966, 1973 и 1990 годов деревня Глядково также входила в состав Иссадского сельсовета.
В 1997 году в деревне Глядково Иссадской волости проживали 43 человека, в 2002 году — 41 человек (все русские).
В 2007 году в деревне Глядково Иссадского СП — 53 человека.

## География
Деревня расположена в северной части района на автодороге 41К-378 (подъезд к дер. Немятово), к северо-востоку от города Новая Ладога.
Расстояние до административного центра поселения — 11 км.
Расстояние до ближайшей железнодорожной станции Волховстрой I — 27 км.
Деревня находится на правом берегу устья реки Волхов.

## Демография
| 1862 | 2002 | 2007 | 2010 | 2017 |
| ---- | ---- | ---- | ---- | ---- |
| 320  | ↘41  | ↗53  | ↗56  | →56  |

### Национальный состав
Согласно данным Всероссийской переписи населения 2021 года в деревне проживали 52 человека, из них:
 русские — 51, один национальность не указал.

## Улицы
Дачная, Зелёная, Лесная, Озёрная.